# Виноробство

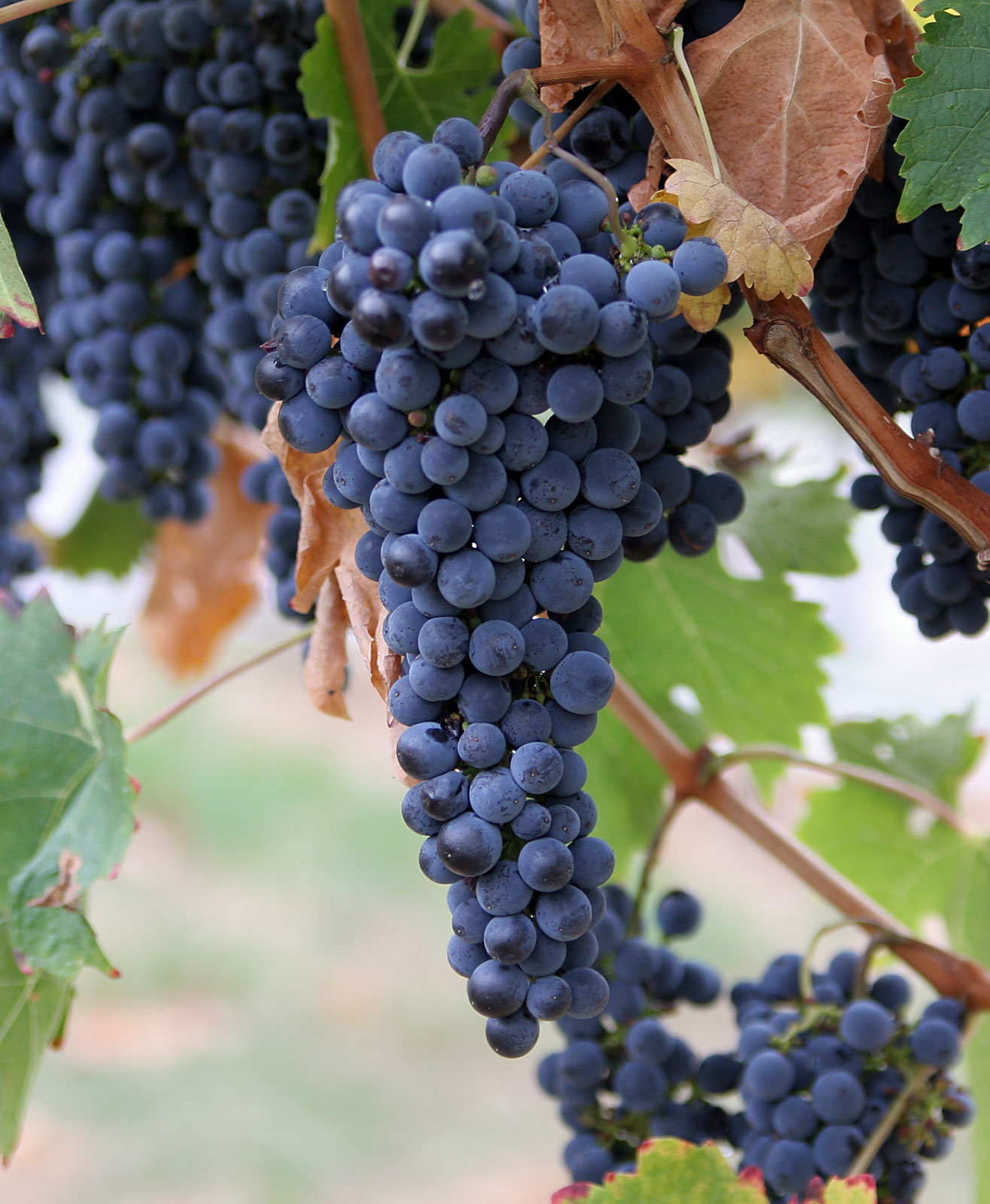
Виноград.

Професор В. С. Білецький та старовинний виноробний прес. Виноробний комбінат «Масандра».

Варіант старовинного виноробного преса.

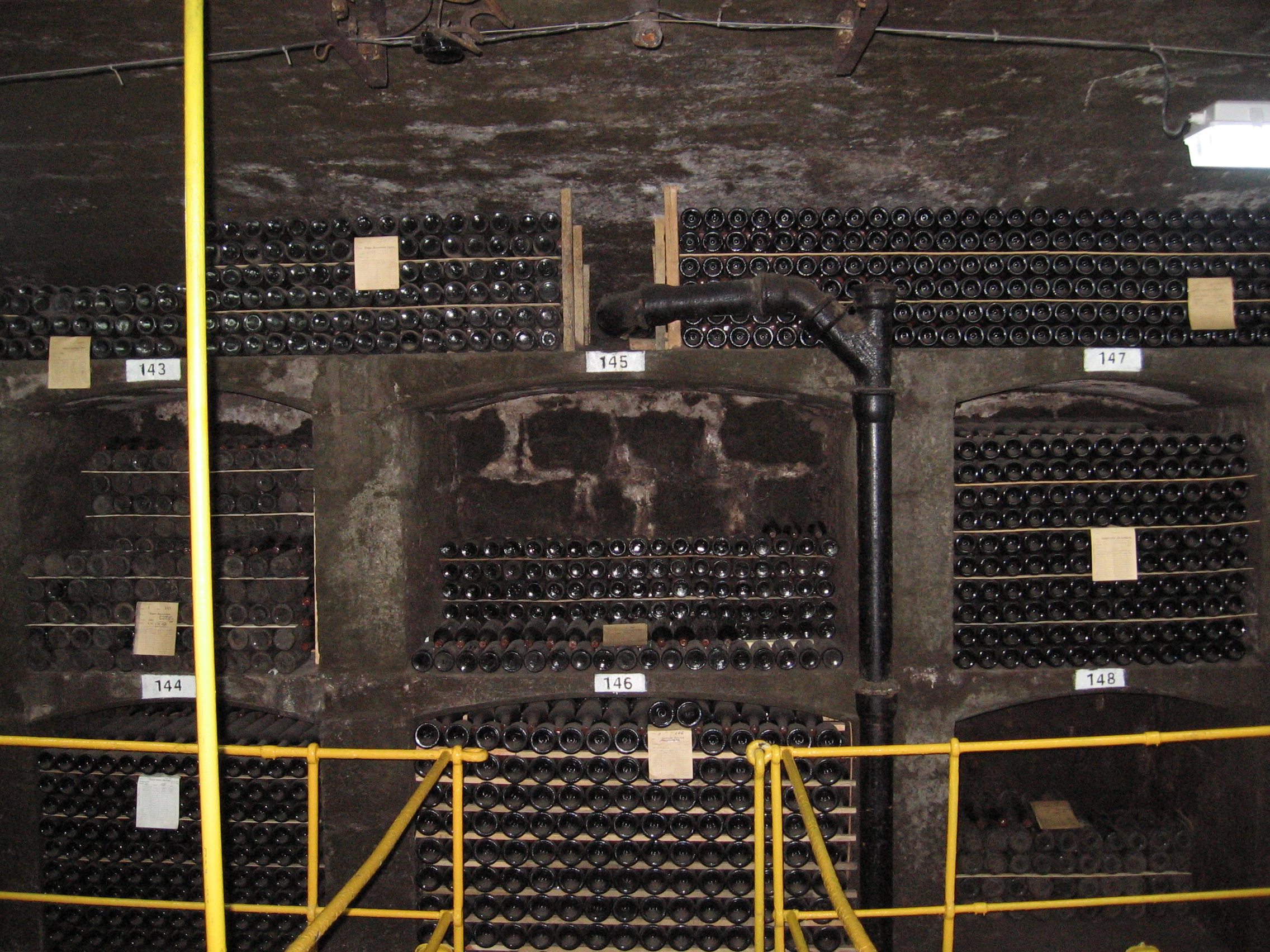
Закладка пляшок у тунелях заводу Виноробний комбінат «Масандра».

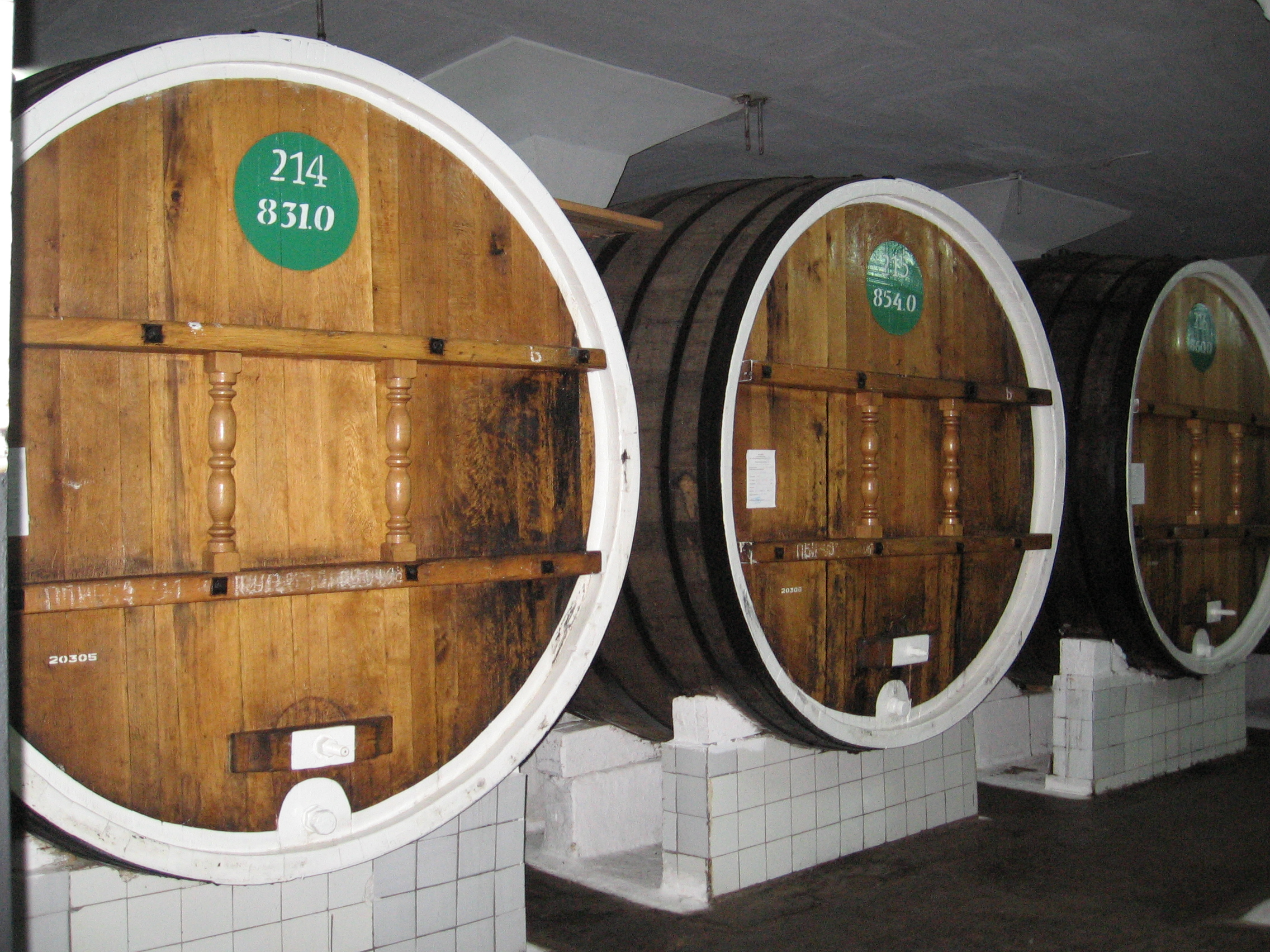
Бочки для зберігання вина в тунелях заводу Виноробний комбінат «Масандра».

Виноро́бство, вина́рство або виробництво вина — сукупність організаційних і технологічних прийомів виготовлення вина, починаючи з відбору фруктів, їх ферментації в спирт і розливу готової рідини. Історія виноробства налічує тисячоліття. Є дані, які свідчать про те, що найдавніше виробництво вина відбувалося в Грузії та Ірані приблизно в 6000-5000 роках до нашої ери. Наука про вино та виноробство відома як енологія. Вирощування винограду називається виноградарством. Існує багато сортів винограду.

## Сировина
Для виробництва виноградних вин використовуються технічні (винні) сорти винограду, спирт-ректифікований екстра і в значно меншій кількості вищої очистки, для деяких — цукор і ароматичні настої.
На якість вина, нормування його смакових і ароматичних властивостей впливають і якість сировини і технологія виробництва. Хімічний склад окремих складових частин виноградного грона за основними групами речовин неоднаковий, і це має вирішальне значення для формування майбутнього вина.
В шкірці виноградної ягоди зосереджені ароматичні речовини у вигляді різноманітних ефірних олій і складних ефірів, барвні речовини (хлорофіл, антоціани, каротиноїди), деяка кількість поліфенолів у вигляді дубильних сполук, які в основному представлені танідами: ос-катехіном, 1-галокатехі-ном, 1-епікатехінгалатон і другими речовинами.
В греблях і насінні переважають дубильні речовини. Крім того, в насінні зосереджена значна частина жирів і смоляних сполук.
Склад м'якоті дуже складний, і вона в технологічному відношенні має найбільший інтерес, так як речовини, які знаходиться в ній майже повністю переходять у вино. Основною частиною м'якоті є вуглеводи. Вони представлені глюкозою, фруктозою і слідами сахарози. Іншими важливими сполуками є винна та яблучна кислоти. Деякі сорти винограду мають в своєму складі лимонну кислоту в незначній кількості, а також сліди гліколевої і глюкуронової кислоти. Крім цього, в макеті знаходяться азотисті, пектинові, ароматичні, та в деяких сортах значна кількість барвних речовин, ензими, вітаміни, мінеральні речовини, яким належить важлива роль в утворенні продукту.
В залежності від того, яку участь беруть окремі частини виноградного грона в технологічному процесі, одержують ті чи інші відтінки смаку, аромату і забарвлення вина.
Так, для інтенсивного забарвлення вина виноградний сік (сусло) настоюють і навіть піддають бродінню на м'яззі (муст — суміш шкірок, насіння та м'якоті) з тим, щоб створити умови для переходу барвних речовин з шкірки до соку. Настоювання на м'яззі застосовують у випадку, коли хочуть надати вину інтенсивніший аромат і збільшити його екстрактивність.

## Статистика виробництва вина у світі
| Країна     | Площа виноградників (га, 2005) | Тис. гектолітрів (2005) | Тис. гкл. (2007) | Тис. гкл. (2008) | % у світі (2008) |
| ---------- | ------------------------------ | ----------------------- | ---------------- | ---------------- | ---------------- |
| Франція    | 894.000                        | 52.105                  | 52.127           | 45.692           | 16 %             |
| Італія     | 842.000                        | 54.021                  | 49.631           | 51.500           | 18 %             |
| Іспанія    | 1.180.000                      | 36.158                  | 38,290           | 36.781           | 13 %             |
| США        | 399.000                        | 22.888                  | 25.125           | 24.274           | 9 %              |
| Аргентина  | 219.000                        | 15.222                  | 15.046           | 15.013           | 5 %              |
| Австралія  | 167.000                        | 14.301                  | 9.620            | 14.750           | 5 %              |
| Китай      | 485.000                        | 12.000                  | 14.000           | 14.500           | 5 %              |
| Німеччина  | 102.000                        | 9.153                   | 9.000            | 10.363           | 4 %              |
| ПАР        | 134.000                        | 8.406                   | 10.200           | 10.300           | 4 %              |
| Чилі       | 93.000                         | 7.886                   | 8.280            | 8.690            | 3 %              |
| Португалія | 248.000                        | 7.266                   | 7.542            | 6.049            | 2 %              |
| Румунія    | 217.000                        | 2.602                   | 5.015            | 5.288            | 2 %              |
| Росія      | 75.000                         | 5.035                   | 5.000            | 5.000            | 2 %              |
| Молдова    | 147.000                        | 2.300                   | 3.600            | 3.650            | 1.3 %            |
| Греція     | 113.000                        | 4.027                   | 3.874            | 3.337            | 1.2 %            |
| Угорщина   | 83.000                         | 3.567                   | 3.144            | 3.222            | 1.1 %            |
| Бразилія   | 79.000                         | 3.199                   | 3.000            | 3.000            | 1.1 %            |
| Україна    | 87.000                         | 2.300                   | 2.400            | 2.400            | 0.8 %            |
| Австрія    | 52.000                         | 2.264                   | 2.300            | 2.300            | 0.8 %            |
| Болгарія   | 95.000                         | 1.708                   | 1.757            | 1.800            | 0.6 %            |
| Хорватія   | 55.000                         | 1.690                   | 1.600            | 1.600            | 0.6 %            |